# 西武バス飯能営業所

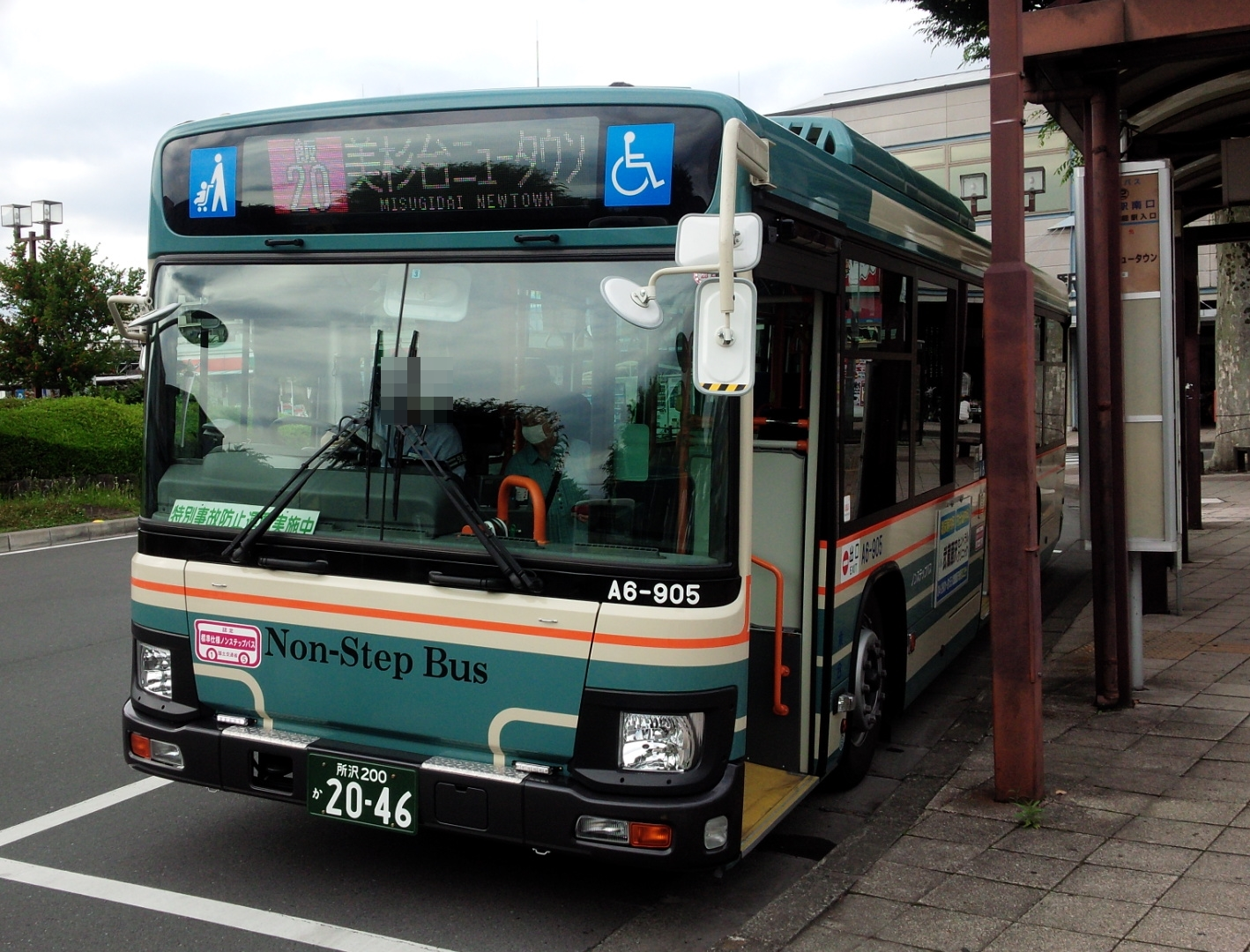
飯能営業所所属車両

西武バス飯能営業所（せいぶバスはんのうえいぎょうしょ）は、埼玉県飯能市美杉台に所在する西武バスの営業所。
運行している地域は、西武池袋線沿線である埼玉県飯能市と入間市、狭山市、所沢市と隣接する東京都青梅市、瑞穂町である。最寄り停留所は「美杉台ニュータウン」。
敷地内には、西武バスの子会社である「西武総合企画飯能営業所」と同じ西武グループのタクシー会社である「西武ハイヤー飯能営業所」がある。また2000年（平成12年）から2010年（平成22年）までは「西武自動車（3代）飯能営業所」があったほか、秩父地方の一部路線を運行する「西武バス飯能営業所小鹿野支所」を管轄していた。本項では、これらに加え飯能営業所に統合されて消滅した「西武バス青梅営業所」についても記述する。

## 概要
現在の飯能営業所は、1989年（平成元年）4月1日に西武池袋線飯能駅北口にあった西武バス狭山営業所飯能支所と、青梅市日向和田にあった西武バス青梅営業所を統合し、飯能市美杉台に開設したものである。

飯能営業所は、1930年代に武蔵野鉄道によって飯能駅前に開設し、飯能から入間川、豊岡、坂戸、 吾野、狭山方面のバス運行を管轄したのが、始まりである。

## 沿革

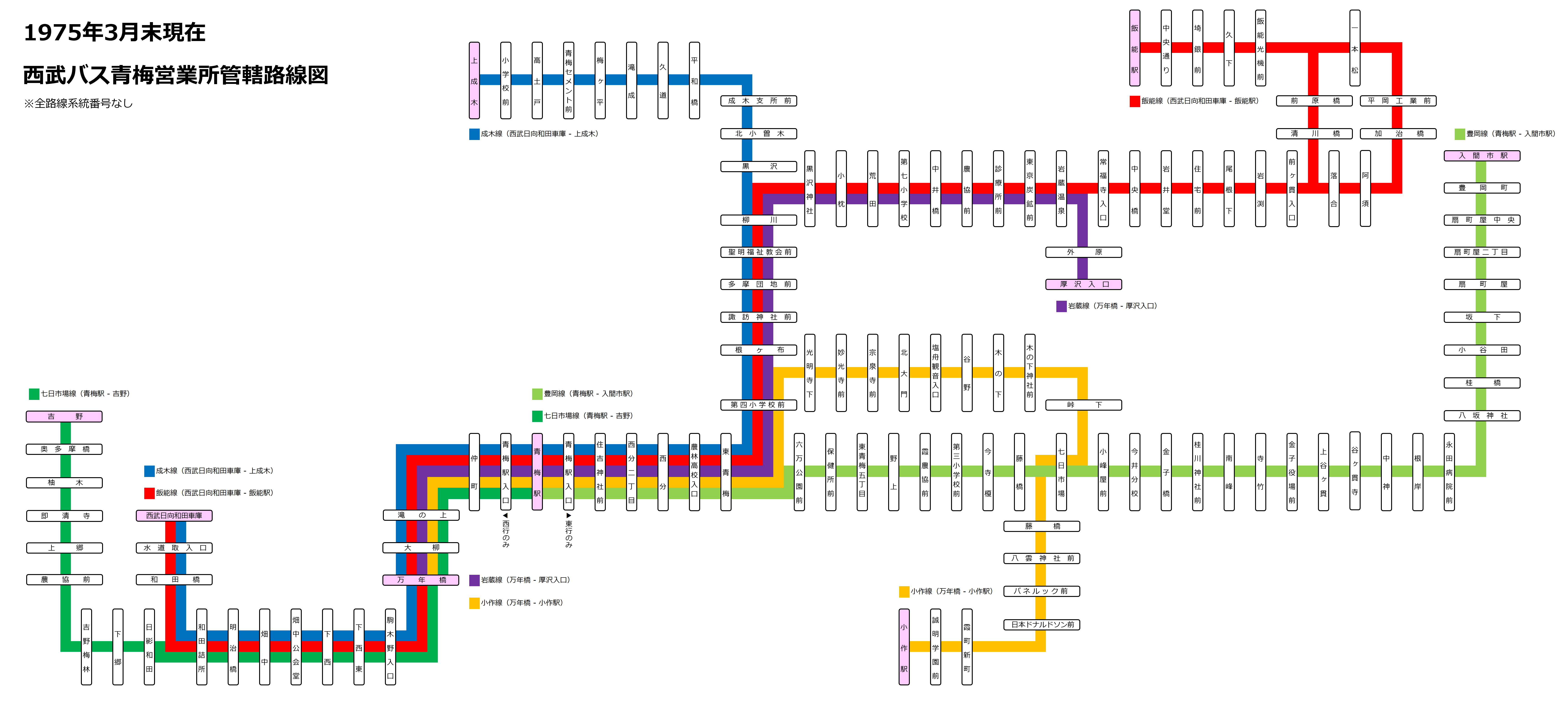
1975年3月末の時点での青梅営業所管内の路線図

### 飯能・青梅地域におけるバス草創期
飯能営業所が担当する飯能・青梅地区のバス路線は歴史が長く、それは昭和初期に武蔵野鉄道（西武池袋線の前身）が運行を担い始めた時期にまで遡る。ただしその路線は独自に開設したものだけではなく、大正・昭和時代に開業した中小事業者を整理・統合した時に獲得した路線も多くある。
飯能地域では、1925年（大正14年）に大井八郎によって「入間川 - 豊岡町 - 飯能」線が開業したと記録されている。一方、青梅地域の中心的存在であったのは、近藤熊次が1928年（昭和3年）に創業した青梅自動車であり、1933年（昭和8年）に「青梅 - 飯能」「青梅 - 金子 - 豊岡町」「青梅 - 御岳」線の路線を開業した。運転手は近藤自らが行い妻が車掌を勤め、青梅鉄道に対抗すべく武蔵野鉄道との格安乗り継ぎ切符を販売していたことが、青梅市の資料に残されている。
飯能地域に鉄道を有する武蔵野鉄道は、1930年代に飯能駅前に飯能営業所を設けバス事業へ進出。「飯能 - 入間川」「飯能 - 坂戸」線を開業し、1933年（昭和8年）には「飯能 - 狭山」「豊岡町 - 狭山」「飯能 - 吾野」線を次々と開業。さらに1934年（昭和9年）には「吾野共同自動車組合」を譲受し、吾野・高麗から坂戸方面への長距離路線を獲得するなど路線網を広げていった。1926年（大正15年）に開業した秩父自動車とは、連絡輸送することで秩父方面へのアクセスを確保している。

その後、1938年（昭和13年）に交通事業者の調整を目的とした「陸上交通事業調整法」が交付され、青梅自動車は青梅電気鉄道（青梅鉄道電化後の社名）と並行する路線を同社に譲渡し、その他の路線は武蔵野鉄道へ統合した。また1940年代には秩父自動車を買収し、青梅・飯能・狭山・秩父エリアに路線網を築いた。

### 路線拡大から縮小（青梅営業所廃止）まで
戦後西武のバス事業を一括して担う西武自動車発足後の1948年（昭和23年）以降は、各地で路線の復旧が進められた。
青梅地区の運行については青梅営業所を設け担当させた。発足当初から1965年（昭和40年）頃まで、現在の都営バス「万年橋」停留所付近にあったが、青梅街道沿いにある和田橋（青梅線宮ノ平駅 - 日向和田駅）付近に移転した。なお、移転後の敷地は折返場として使用していた。
青梅・飯能地区では、まず同年「飯能 - 高麗川 - 坂戸」線の運行を開始した。さらに1950年代から1960年代にかけて路線新設を進め、1953年（昭和28年）には「青梅 - 立川」、1958年（昭和33年）には「青梅 - 成木」、1960年（昭和35年）には「青梅 - 小作」「青梅 - 狭山湖」、1962年（昭和37年）には「飯能 - 名栗森河原」の運行を開始した。1961年（昭和36年）には「豊岡町 - 小河内ダム」の急行運転を開始し、その他「大宮 - 飯能」「立川 - 飯能・豊岡町」といった長距離路線が開業するなど、急速に路線網を拡張していった。なお、1969年（昭和44年）4月には社名を西武バスに変更している。
しかし1970年代から全国的にモータリゼーションの発達もあってバス事業は低迷期に入り、西武バスでは採算性の悪い青梅営業所や飯能営業所の路線を整理することとした。中でも「青梅 - 立川」は、立川営業所と共管していたが定時運行が困難になり廃止された。他にも「青梅 - 箱根ケ崎」「箱根ケ崎 - 拝島」などを廃止している。

さらに1975年（昭和50年）には、青梅営業所では入間市駅・飯能駅への路線を除き、その他の路線を廃止する路線網の大幅縮小を行い、吉野・上成木・吹上方面は都営バス青梅営業所へ、小作方面は西東京バスへ運行を引き継いだ。
同年飯能営業所は、狭山市狭山台団地に開設された狭山営業所の支所となり、以下の3路線を青梅営業所と共管で担当した。
- 飯41：日向和田車庫 - 万年橋 - 青梅駅 - 柳川 - 岩井堂 - 加治橋 - 飯能駅線
- 入市32：日向和田車庫 - 青梅駅 - 七日市場 - 中神 - 入間市駅線（日向和田車庫 - 青梅駅間は、始発の出庫1便と最終の入庫1便）
- 箱根ケ崎駅 - 元狭山 - 二本木 - 入間市駅線

1989年（平成元年）4月1日、飯能駅の橋上駅舎化とそれに伴う南口開設にタイミングを合わせ、狭山営業所飯能支所を飯能駅前（現・北口）から現在地へ移転、青梅営業所と統合して現行の飯能営業所を発足させた。これにより、同年3月31日をもって日向和田車庫は閉鎖された。青梅営業所の車両は飯能営業所へ転属し、ナンバープレートが多摩・八王子ナンバーから所沢ナンバーへ変更された。
青梅営業所の跡地は、高齢者介護施設「デイサービスのぞみ」となった。また飯能駅前にあった飯能営業所の跡地は、1992年（平成4年）10月23日に開業した駅ビル「西武飯能ぺぺ」の敷地の一部として活用されている。

### 現・飯能営業所発足後
1995年1月16日、国際興業バス西浦和営業所川越分車庫管轄であった日高市の武蔵高萩駅周辺路線撤退により、川越営業所と共管でバスの運行を引き継いだ。
2001年3月16日の路線再編で、青梅駅発着の2系統（飯41系統、入市32系統）の起終点が河辺駅・東青梅駅へ変更となり、西武バスは青梅営業所発祥の地であった青梅駅から撤退した。
2006年4月1日、武蔵高萩駅周辺を運行する飯53・53-1系統は、国際興業バスが運行を担当していた高萩01・02・03系統と合わせてイーグルバスへ移管された。
2008年7月18日より、川越営業所・狭山営業所管内と同時にPASMO・Suicaの利用を開始。これにより西武バスの一般路線全線において交通系ICカードでの乗車が可能となった。

## 現行路線

### 飯能駅 - 美杉台ニュータウン線
- 飯20：飯能駅南口 - 飯能駅入口 - ひかり橋 - 美杉台ニュータウン
- 深夜バス：飯能駅南口 → 飯能駅入口 → ひかり橋 → 美杉台ニュータウン
- 飯21：飯能駅南口 - 飯能駅入口 - ひかり橋 - 美杉台ニュータウン - ユーエイキャスター前
- 飯22：飯能駅南口 - 飯能駅入口 - ひかり橋 - 美杉台ニュータウン - ユーエイキャスター前 - クラウンパッケージ前

現・飯能営業所および飯能駅南口の開設とともに設定された。沿線には住宅地の他にも企業の研修所があるため、日中でも比較的高頻度で運行されている。また5時台から23時台まで運行していることもあり利便性の高い路線である。飯能営業所の西側には「飯能大河原工業団地」が建設され、飯能駅側からの通勤輸送という新たな役割を担っている。
2017年3月25日より、飯22系統が運行開始された。同11月1日から、「大河原工業団地東」バス停は「ユーエイキャスター前」へ名称変更となった。

### 飯能駅 - 岩井堂 - 東青梅駅線
- 飯41-1：飯能駅南口 - 加治橋 - 阿須 - 前ヶ貫入口 - 岩井堂 - 岩蔵温泉 - 柳川 - 東青梅駅
- 飯42：飯能駅南口 - 加治橋 - 阿須 - 前ヶ貫入口 - 岩井堂

青梅自動車によって開設された「飯能 - 青梅」の路線をベースとする歴史の古い路線で、柳川・小曽木地区を走った最初の路線。「小曽木郷誌」によれば、戦前から終戦直後までの状況について「当初は本数が多く期待されたが、後に時間の不正確さや戦時中の代燃車運行、1日数回に減便されたことに対する利用者の不満が高まった。しかし、都営バスの開通による競争で改善されるようになった（要旨）」と記されている。戦前の「飯能 - 青梅線」は、「飯能昭和史年表」によれば畑トンネル（飯能市下畑）を経由していたが、戦後になってから西武がこの経路での運行を廃止したため、1955年に国際興業バス飯能営業所の前身である名栗林材交通が「飯能駅 - 間野」線を開通させ、トンネル経由の運行を復活させたということである。1989年3月31日までは青梅営業所が担当していた。
1987年10月1日より都営バスに合わせ、柳川 - 岩井堂において平日の一部時間帯を除きフリー乗降制の運用を開始。並行して、時に二輪車の「すり抜け」防止を目的とした、蛍光灯式の「乗降中」ランプを、西武バス一般路線車では初めて取り付け始めた。その以前から、「東青梅駅 - 柳川 - 岩井堂」では梅74・梅76系統との共通定期券の取り扱いを行っている。なお、西武バスでは唯一のフリー乗降制を導入している。
青梅側の発着点は長らく青梅駅であったが、2001年3月16日に飯41系統は河辺駅発着へ変更された。当初、飯41系統は青梅街道から一旦外れ、東青梅駅北口のみずほ銀行前に設けられた「東青梅駅バス停」を経由していたが、2007年11月16日から経由を取りやめ、その後2023年4月1日に廃止された。末期は免許維持路線になっていた。それに代わり東青梅駅発着であった飯41-1系統が残っている。
飯42は、岩井堂バス停と飯能営業所を回送で出入庫している系統である。

### 入間市駅 - 箱根ケ崎線

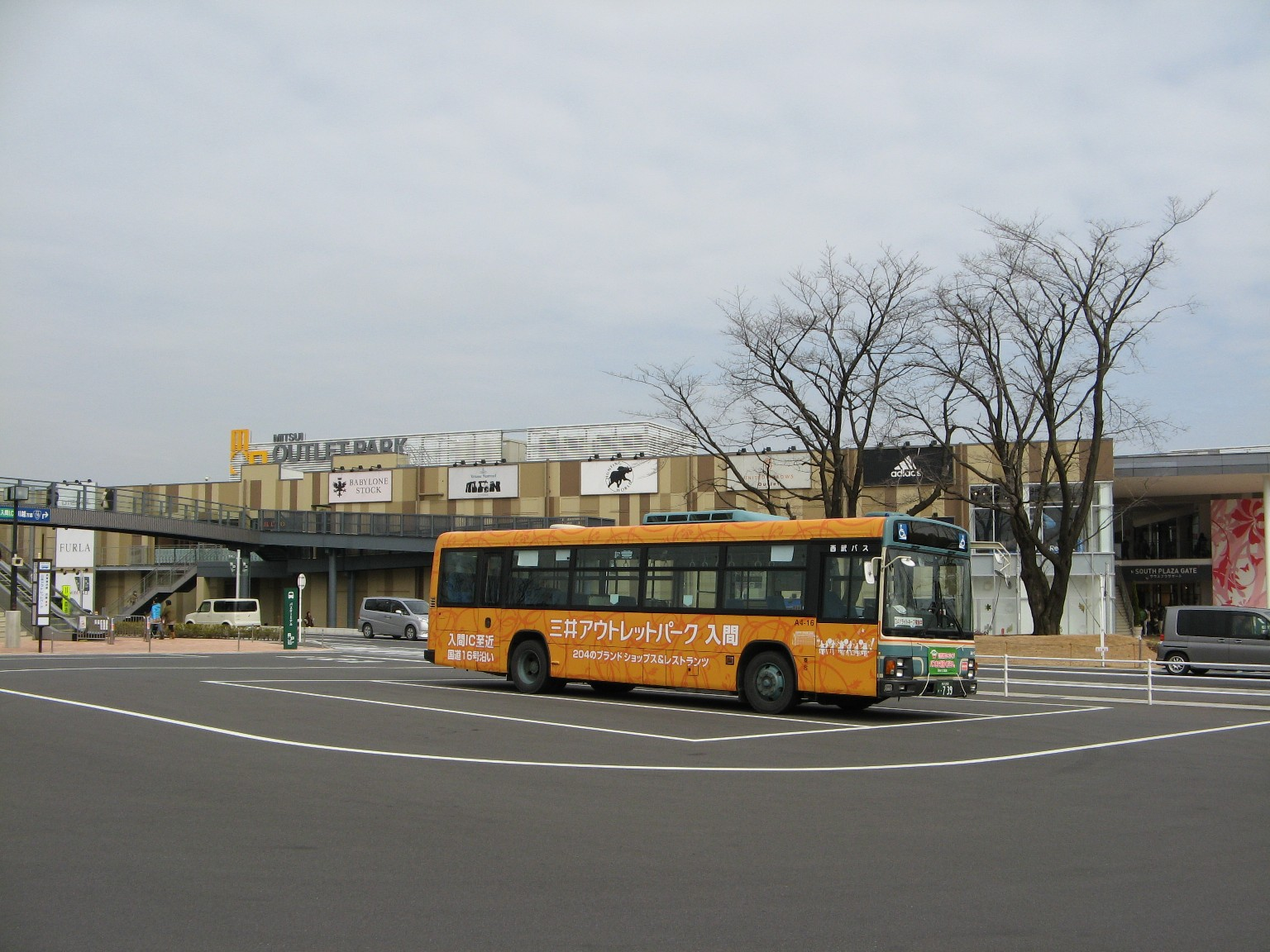
三井アウトレットパーク入間 (A4-16)

- 入市40：入間市駅 - 扇町屋 - 人事院研修所 - 三井アウトレットパーク
- 入市40（直通）：入間市駅 -（途中無停車）- 三井アウトレットパーク
- 入市40（準急）：入間市駅 → 扇町屋 → 東金子 → 三井アウトレットパーク
- 入市41：入間市博物館 → 東野高等学校入口 → 三井アウトレットパーク → 人事院研修所 → 扇町屋 → 入間市駅
- 入市42：中村屋武蔵工場 → 二本木 → 三井アウトレットパーク → 人事院研修所 → 扇町屋 → 入間市駅
- 入市43：二本木地蔵前 → 元狭山 → 二本木 → 三井アウトレットパーク → 人事院研修所 → 扇町屋 → 入間市駅
- 入市44：箱根ケ崎駅 → 元狭山 → 二本木 → 三井アウトレットパーク → 人事院研修所 → 扇町屋 → 入間市駅
- 入市51：入間市駅 - 扇町屋 - 人事院研修所 - 三井アウトレットパーク前 - 東野高等学校入口 - 入間市博物館
- 入市51（準急）：入間市駅 → 扇町屋 → 東金子 → 三井アウトレットパーク前 → 東野高等学校入口 → 入間市博物館
- 入市52：中村屋武蔵工場 → 二本木 → 三井アウトレットパーク前 → 人事院研修所 → 扇町屋 → 入間市駅
- 入市53：入間市駅 - 扇町屋 - 人事院研修所 - 三井アウトレットパーク前 - 二本木 - 元狭山 - 二本木地蔵前
- 入市53（準急）：入間市駅 → 扇町屋 → 東金子 → 三井アウトレットパーク前 → 二本木 → 元狭山 → 二本木地蔵前
- 入市54：入間市駅 - 扇町屋 - 人事院研修所 - 三井アウトレットパーク前 - 二本木 - 元狭山 - 病院前 - 箱根ケ崎駅
- 入市54（準急）：入間市駅 → 扇町屋 → 東金子 → 三井アウトレットパーク前 → 二本木 → 元狭山 → 病院前 → 箱根ケ崎駅
- 入市61：入間市駅 - 扇町屋 - 工業団地入口 - 武蔵工業団地 - 宮ノ台 - 入間市博物館
- 入市62：入間市駅 → 扇町屋 → 工業団地入口 → 武蔵工業団地 → 宮ノ台 → 中村屋武蔵工場

※準急便は途中「人事院研修所」と「船久保工場前」バス停を通過する。
大正末期に栗原枡治なる人物によって開業した、狭山自動車商会の「豊岡町駅 - 箱根ケ崎 - 拝島」線を起源とする。栗原の路線は、この付近において埼玉県と多摩地域を結ぶ数少ない交通手段の一つとして始まったが、1931年に八高線が開通すると鉄道との競争のために度重なる値下げを余儀なくされ、徐々に経営困難に陥った。
これを1935年に多摩湖鉄道（西武多摩湖線の前身）が買収したことで、西武との関係が始まった。1938年には拝島から八王子へ延伸されたが、当時は拝島橋が未開通だったため、拝島の渡しで船にバスを載せて多摩川を渡っていたとの記録が残されている。終戦後は八王子への運行を廃止し、立川発着へ変更したものの、定時性確保のために箱根ケ崎を境に折返し運行される便数が増えていき、1970年代には完全に分割され、後に箱根ケ崎以南は廃止された。
青梅営業所の担当だった時代は、入市31系統（入間市駅 - 箱根ケ崎駅）は1時間に1本運行されていて、出入庫として農協前 - 箱根ケ崎駅の運行が1往復ある程度であった。1995年1月16日には入市31-1系統を二本木地蔵まで、入市31-2系統を入間市博物館までそれぞれ延長した。
後年設定された入市31-3系統大妻女子大学行きは、同大学狭山台キャンパスへのスクールバスの補完を目的に、入市31-1系統の最終便を振分けて設定された。営業終了後は大妻女子大学からそのまま北上して駿河台大学脇を通り、東京都道・埼玉県道195号富岡入間線へ出て、みどり橋から飯能営業所へ回送されていた。2015年3月31日をもって運行終了した。
2008年4月10日、保谷硝子工場跡に大型ショッピングセンター「三井アウトレットパーク入間」が開業すると、アクセス路線として入市30（入間市駅 - 三井アウトレットパーク）、入市30-1（入間市駅 - 二本木地蔵）、入市30-2（入間市駅 - 入間市博物館）系統が新設された。これらの路線は船久保工場 - 宮寺北でアウトレット構内の「三井アウトレットパーク」停留所を経由する。
同年4月30日には、「宮寺北」停留所が「三井アウトレットパーク前」に、「人事院前」停留所が「人事院研修所」に改称された。
同年7月16日には三井アウトレットパーク構内に入るまでの渋滞対策として、構内に入らない入市30-4（区間不明）系統を土休日の午前に新設したほか、土曜日の午前10時台に直行の入市30-5（区間不明）系統を設定し、多くの時間帯で入間市駅 - 三井アウトレットパーク（または三井アウトレットパーク前）間は毎時5本の高頻度運行路線となり、利用者が従来の約3倍に増える結果となった。午後の入間市駅方面は全便三井アウトレットパーク構内経由になり、アウトレット構内折返便以外の二本木方面は構内に入らなくなる。12月16日には入市30-5（区間不明）系統を入市30-3系統へ番号を変更、入市30-6（区間不明）系統が新設され、入市30-4系統が休止された。
かつて入間市駅 - 三井アウトレットパーク間は、土休日の午後には時刻表に載っていない臨時便を合わせて1時間あたり6-7本運行されている時間帯があった。一方で、箱根ケ崎駅発着便は1日3〜4往復へ減少した。。後述の小手03と共に、西多摩郡瑞穂町内の大人普通運賃は初乗り100円となっている。
2017年3月25日改正より、土休日の入間市駅発三井アウトレットパーク方向に「準急」系統の運行を開始した。コストコホールセール入間倉庫店の駐車待ちの渋滞を避けるため、人事院研修所と船久保工場前を通過する。2024年12月には平日でも準急が運行された。
2018年10月1日より、大妻女子大学狭山台キャンパス跡地に同年7月18日に竣工した中村屋武蔵工場への通勤輸送として、入市42、入市52、入市62が新設された。併せて系統番号の改番が行われ、アウトレットパーク構内経由は40番台、国道16号上の「アウトレットパーク前」停留所経由は50番台、工業団地経由は60番台にそれぞれ変更された。入市52はかつての入市31-3の事実上の復活となった。

### 入間市駅 - 金子駅・河辺駅線
- 入市32-1：入間市駅 - 小谷田 - 中神 - 寺竹 - 南峯 - 原今井 - 七日市場 - 河辺駅北口
- 入市32-2：入間市駅 - 小谷田 - 中神 - 寺竹 - 南峯 - 原今井 - 七日市場
- 入市32-3：原今井 - 七日市場 - 河辺駅北口
- 入市33：入間市駅 - 小谷田 - 中神
- 入市33-1：入間市駅 - 小谷田 - 中神 - 寺竹 - 南峯
- 入市34：入間市駅 - 小谷田 - 中神 - 寺竹 - 金子駅

青梅自動車時代から続く歴史ある路線。戦前は青梅自動車時代から武蔵野鉄道との格安乗り継ぎ切符を販売して、東京市街から青梅・奥多摩方面への観光ルートの役割を果たし、中央本線 - 青梅電気鉄道（現・JR青梅線）経路との競争も繰り広げられた。
かつては入間市駅・今井分校（のちの今井会館前、現・今井市民センター前） - 万年橋・吉野・御嶽といった青梅駅を跨いだ運行形態が主体だったが、1971年6月、出入庫便を除き青梅駅を境に運行系統が分割された。青梅駅以西は吉野 - 御嶽間を廃止したのち、1975年4月に東京都交通局に譲渡された。
1989年4月1日、青梅営業所廃止に伴い日向和田車庫発着を廃止し、入市33-1系統（入間市駅 - 寺竹）を新設。運転の前後は、東京都道・埼玉県道218号二本木飯能線を経由して回送で出入庫を行う。のちに南峯停留所の位置を調整して南峯停留所発着へ延伸した。
2001年3月16日、入市32系統は東青梅 - 青梅駅間の運行を廃止するとともに河辺駅北口への乗り入れを開始。入市32-1系統（入間市駅 - 河辺駅北口）と入市32-3系統（原今井 - 河辺駅北口）を新設し、青梅市側利用者に便宜をはかった。2023年3月、入市32系統（入間市駅 - 東青梅駅）は廃止された。
JA西東京 - 河辺駅北口で都営バスと共通定期券を取り扱っている。

### 小手指駅 - 早稲田大学・宮寺西・金子駅入口線
- 小手02：小手指駅南口 - 誓詞橋 - 狭山湖口 - 早稲田大学（所沢営業所と共同運行）
- 小手06：小手指駅南口 ← 大六天 ← 北野天神前 ← 狭山湖口 ← JA三ヶ島支店 ← 宮寺西
- 小手06-1：小手指駅南口 → 大六天 → 内手
- 小手07：小手指駅南口 - 大六天 - 北野天神前 - 狭山湖口 - JA三ヶ島支店 - 宮寺西 - 栗原新田 - 金子駅入口
- 小手09：小手指駅南口 - 誓詞橋 - 狭山湖口 - JA三ヶ島支店 - 宮寺西
- 小手09-1：小手指駅南口 → 誓詞橋 → 西埼玉中央病院 → 狭山湖口 → JA三ヶ島支店 → 宮寺西
- 小手10：小手指駅南口 - 誓詞橋 - 西埼玉中央病院

定時運行が難しくなっていた所沢営業所管轄の所13（所沢駅 - 西所沢駅入口 - 宮寺 - 箱根ケ崎駅）を改正して成立した。所沢入間バイパス工事に併せて、大六天・北野回りの経路と、国立病院（現・西埼玉中央病院）・狭山ヶ丘駅回りの経路を同時に新設した。所13は、大正末期に本橋頴一が開業した所沢 - 箱根ケ崎 - 青梅の路線を起源とする古い路線で、本橋の路線は「ムサシノ自動車」と呼ばれたが、こちらは青梅自動車と異なり、旧・西武鉄道（西武新宿線の前身）を経由して、西武自動車に引き継がれた。
所沢営業所から移管された当初は車両運用の都合上、中型車で運行されていたが、平日朝ラッシュ時の大六天回りは、所沢駅からの路線バスが多数運行されていた優等路線を引き継いだために、満員状態での運行を余儀なくされていた。後年の改正で、小手指地区の西武バスは飯能営業所管轄がメインとなり、一般大型車の運用も見られるようになった。小手07は飯能営業所への出入庫路線で、小手指駅方面は早朝、金子駅入口方面は午後と夜間のみ数本の運行。多くは美杉台 - 宮寺西を回送する。宮寺西にはバスが数台停められるスペースがある。小手02系統のみ所沢営業所との共同運行であるが、所沢が担当するのは平日朝の早稲田大学行き2本と小手指駅行き1本である。
当時所沢管轄だった小手02（小手指駅 - 早稲田大学）、西武総合企画の小手指駅 - 早大所沢キャンパスのスクールバス救済のため、一時期小手06・07で、早大経由の小手06-1（初代）・07-1が運行されていた。
2009年9月16日のダイヤ改正以降、小手03の運行本数が減少したため、西埼玉中央病院方面へのアクセス確保として、小手09・小手09-1・小手10が運行開始されている。
2016年3月26日の改正で、（2代）小手06‐1：小手指駅 → 内手線が新設された。2025年3月31日をもってかつての本線格である小手03が廃止となった。これにより小手指系統の箱根ケ崎駅乗り入れが終了、また狭山ヶ丘駅に乗り入れる系統もなくなった。

### 仏子駅 - ぶしニュータウン方面
- ぶし01：仏子駅 - 中橋 - 樋ノ上 - 西武ぶしニュータウン入口 - ぶしニュータウン南 - 新光中央公園 - 西武ぶしニュータウン

ぶしニュータウン線は、入間市にある西武池袋線仏子駅と同市北部のぶしニュータウンを結ぶ路線であり、開通は1983年である。住宅地と駅を結ぶ性格に加え、新光工業地域への通勤の足としての使命も併せ持っている。「ぶしニュータウン南」の停留所名は設定当初は「案内所前」であった。
2010年12月1日の西武自動車と西武バスとの合併に伴い、当路線も西武バスの運行に移管された。2011年11月16日、狭山営業所へ移管されたが、2019年3月16日に再度飯能営業所へ移管されている。2012年6月30日から金曜日のみ深夜バスが設定されたが、2019年3月16日のダイヤ改正で廃止となった。
出入庫路線として、1989年4月1日の飯能営業所開設時にぶし02系統（仏子駅 - 美杉台ニュータウン）が東京都道・埼玉県道195号富岡入間線で運行されていたが、2016年3月に廃止された。

### 武蔵藤沢駅 - アウトレットパーク線
- 藤10：武蔵藤沢駅 →（直通）→ 三井アウトレットパーク

2008年4月10日に開業した三井アウトレットパークへの従業員輸送を目的に、同年12月16日に武蔵藤沢駅からの便が新設された。ただし、運行は朝ラッシュ時のアウトレット方面1便（土曜・休日は2便）の運行で利用に際しては注意が必要である。
2009年4月25日の改正で、運行区間はそのままで系統番号のみ変更（藤04 → 藤10に改番）された。

### 飯能駅・東飯能駅 - メッツァ線
- m01：飯能駅北口 - （直行） - メッツァ（国際興業バス飯能営業所・イーグルバス川越営業所と共同運行）
- m02：東飯能駅東口 - （直行） - メッツァ（国際興業バス飯能営業所・イーグルバス川越営業所と共同運行、2020年3月31日から運行休止中）

ショッピングモール「メッツァビレッジ」の開業に伴い、2018年11月8日運行開始。西武バスの定期券や一日乗車券は使用不可。2024年現在、西武バスは平日便のみの担当となっている。

## 西武自動車飯能営業所
かつて、西武バス飯能営業所には子会社である西武自動車の飯能営業所も併設されており、西武バスより2001年にぶしニュータウン線2系統を譲渡され運行していた。

## 飯能営業所小鹿野支所
1989年4月、秩父地区を運行していた西武バス秩父営業所管轄路線のうち、小鹿野線：西武秩父駅 - 小鹿野役場 - 小鹿野車庫線が、西武秩父バス（現：西武観光バス秩父営業所）へ譲渡された。以後段階的に、西武バス秩父営業所の所轄路線が西武秩父バスへ譲渡された。
1994年1月16日、定峰線：西武秩父駅 - 定峰線と三沢線：西武秩父駅 - 中三沢 - 皆野駅線の譲渡と同時に西武バス秩父営業所は廃止され、小鹿野車庫敷地内に西武バス飯能営業所小鹿野支所を設置。志賀坂線・倉尾線・上吉田線・吉田線を担当した。バスのナンバープレートは、秩父地区管轄の熊谷ナンバーから飯能市管轄の所沢ナンバーへ登録変更された。
数年後に、小鹿野支所管轄路線も全て西武秩父バスの管轄となり、西武バス飯能営業所小鹿野支所は廃止された。

## 廃止・移管路線
停留所名称は廃止当時の名称とする。

### 青梅営業所・狭山営業所飯能支所所管路線

#### 1975年時点

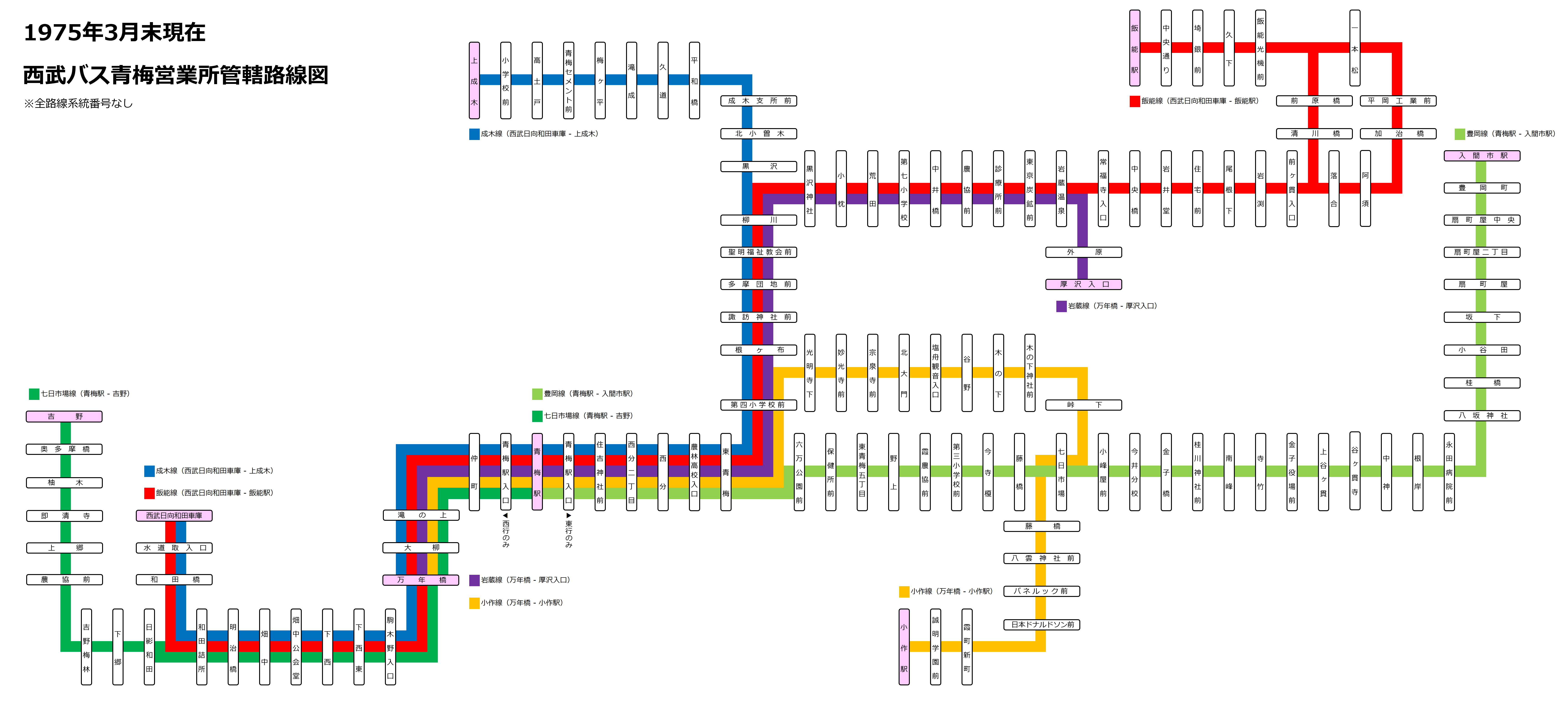
1975年3月末青梅営業所路線図

1975年3月末時点では下記路線も青梅営業所が担当していた。当時は系統番号がなく、路線図などでも路線名で案内していた。
- 成木線：日向和田車庫 - 和田詰所 - 万年橋 - 青梅駅 - 東青梅 - 柳川 - 成木支所前 - 上成木
- 岩蔵線：万年橋 - 青梅駅 - 東青梅 - 柳川 - 岩蔵温泉 - 厚沢入口

「厚沢入口」は岩蔵街道を南下した地点に存在した停留所。1971年までは厚沢入口からさらに七日市場を経て小作駅へ至る路線だった。
- 小作線：万年橋 - 青梅駅 - 東青梅 - 北大門 - 塩船観音入口 - 七日市場 - 小作駅

「北大門」は現・都営バス「塩船観音入口」。別位置にある西東京バスの同名停留所は西武バス時代からの名称。藤橋停留所は小作線と豊岡線で全く別の位置にあり、西東京バス移管後の現在も変わっていない。
- 七日市場線：青梅駅 - 万年橋 - 和田詰所 - 吉野梅林 - 吉野

路線名は1971年の系統分割以前に今井分校発着だったことに由来。

1975年4月、成木線・七日市場線は都営バス梅76系統に移管され、1985年まで上成木 - 吉野間の通し運転を行っていた。
1975年8月、小作線は北大門を境に西側が都営バス梅77系統、東側が西東京バス塩10系統 - 塩14系統（経路は現在の河11と同じ）に再編の上で移管された。
なお、1975年以前に廃止された青梅営業所の路線および区間としては、前述の吉野 - 御嶽、厚沢入口 - 小作駅のほか、万年橋 - 箱根ケ崎駅、青梅駅 - 宮の平 - 和田詰所 - 上長渕 - 青梅駅の循環路線（西東京バスとの共管）などがある。

#### 廃止時点
- 飯41：飯能駅 - 中央通り - 久下 - 加治橋 - 岩井堂 - 柳川 - 東青梅 - 青梅駅 - 万年橋
- 飯41：飯能駅 - 中央通り - 久下 - 清川橋 - 岩井堂 - 柳川 - 東青梅 - 青梅駅 - 万年橋

飯41は、飯能駅南口が開設されるまでは北口発着で中央通り・久下を経由していた。万年橋には1965年頃まで青梅営業所があり、日向和田への営業所移転後も折返場として使用された。
- 入市33（初代）：入間市駅 - 小谷田 - 八坂神社

入市33（初代）は、1983年頃に中神まで延長された。

### 飯能営業所開設時の休廃止路線
以下の路線は、飯能営業所開設時に廃止された。
- 飯41-2：飯能駅 - 中央通り - 久下 - 加治橋 - 岩井堂 - 柳川 - 東青梅 - 青梅駅 - 万年橋 - 和田詰所 - 日向和田車庫

最末期は早朝・最終の日向和田車庫発着1便を除いて飯能駅 - 青梅駅間の運行となっており、出入庫も回送で行っていた。
- 入市35：入間市駅 - 黒須 - 豊水橋 - 根岸新道 - 笹井 - 東飯能駅入口 - 中央通り - 飯能駅
- （番号なし）：青梅駅 - 東青梅 - 柳川 - 岩蔵温泉 - 岩井堂
- （番号なし）：箱根ケ崎駅 - 国道十字路 - 農協前
- （番号なし）：青梅駅 - 東青梅 - 七日市場 - 今井会館前
- （番号なし）：入間市駅 - 小谷田 - 中神 - 今井会館前- 七日市場 - 東青梅 - 青梅駅 - 万年橋 - 和田詰所 - 日向和田車庫

入間市駅 - 日向和田車庫線も始発・最終のみ運行していた。

### 飯能営業所開設後の休廃止路線
- 飯20-1：飯能駅北口 - 中央通り - 久下 - 飯能駅入口 - ひかり橋 - 美杉台ニュータウン
- 飯20-2：美杉台ニュータウン → ひかり橋 → 飯能駅入口 → （久下） → 飯能駅北口

飯能駅北口発着系統の出入庫路線で、飯20-2は中央通りを経由しない。
飯20-1は2007年廃止。飯20-2は2009年4月1日に「久下」停留所を廃止して美杉台発のみ片道1便の運行となり、2011年11月16日の運行をもって廃止された。
- 飯52（初代）：飯能駅北口 - 中居 - 宮沢湖 - 鹿山 - 高麗川駅
- 飯52（2代）：飯能駅北口 - 中居 - 宮沢湖 - 高麗川団地第一折返場 - 鹿山 - 高麗川駅
- 飯53（初代）：飯能駅北口 - 中居 - 上平松
- 入市31-1（旧）：入間市駅 - 扇町屋 - 人事院 - 二本木 - 元狭山
- 入市31-2（旧）：入間市駅 - 扇町屋 - 人事院 - 二本木
- 入市31-3：入間市駅 - 扇町屋 - 人事院研修所 - 三井アウトレットパーク前 - 二本木 - 大妻女子大学
- 入市32（初代）：入間市駅 - 豊岡町 - 扇町屋二丁目 - 小谷田 - 谷ヶ貫寺 - 金子橋 - 七日市場 - 青梅駅
- 箱01：箱根ケ崎駅 - 病院前 - 宮寺西
- ぶし02：仏子駅 - 阿須 - 岩渕 - 美杉台小学校 - 美杉台ニュータウン

ぶし02は、1989年4月1日の飯能営業所開設時に新設された路線で、美杉台地区への仏子駅からのアクセス路線ではなく、ぶし01（仏子駅 - 西武ぶしニュータウン）の出入庫路線という位置づけであった。
ぶし01が2011年11月16日に狭山営業所へ移管された後は、狭山27の出入庫路線として継続していたが、最末期は土曜・休日の日中1往復のみだった。
2016年3月21日をもって運行終了、同年3月26日付で廃止された。
- 羽20：羽村駅東口 -（直通）- 三井アウトレットパーク（土曜・休日運行）

JR青梅線羽村駅と三井アウトレットパークを結ぶ直通路線で、羽村駅から毎時1便が運行していたが、大型連休中やアウトレットパークのセール期間中は増便していた。運行開始当初は系統番号の設定がなかったが、2009年4月25日のダイヤ改正で「羽20」の系統番号が与えられた。
2017年3月26日をもって運行終了、同年4月1日付で廃止された。
- 藤11：武蔵藤沢駅 → （直通） → 三井アウトレットパーク → 武蔵工業団地 → 宮ノ台

2009年4月25日の改正で、運行区間はそのままで系統番号のみ変更（藤03 → 藤11に改番）された。
2018年3月9日の運行をもって廃止された。
- 飯41：飯能駅南口 - 加治橋 - 阿須 - 前ヶ貫入口 - 岩井堂 - 岩蔵温泉 - 柳川 - 東青梅 - 総合病院前 - 河辺駅南口
- 入市32：入間市駅 - 小谷田 - 中神 - 寺竹 - 南峯 - 原今井 - 七日市場 - 河辺駅北口 - 東青梅駅北口

飯41・入市32は、ともに2023年4月1日廃止された。。
- 小手03：小手指駅南口 - 誓詞橋 - 西埼玉中央病院 - 狭山ヶ丘駅 - JA三ヶ島支店 - 宮寺西 - 箱根ケ崎駅
- 小手08：小手指駅南口 - 大六天 - 北野天神前 - 小手指駅南口（大六天循環）

ともに2025年4月1日廃止された。廃止直前は小手03は小手指駅への片方向、小手08は北野天神前先回りのみの運行であった。

## 移管路線

### 飯能営業所開設後の移管路線
狭山営業所へ移管
- 飯51：飯能駅北口 - 中山 - 中居 - 宮沢湖
- 藤01：武蔵藤沢駅 - 藤沢十字路 - 西武グリーンヒル - 入間扇町屋団地 - 入間市役所 - 入間市駅
- 藤02：武蔵藤沢駅 - 藤沢十字路 - 西武グリーンヒル - 入間扇町屋団地
- 狭山20：狭山市駅西口 - 新富士見橋 - 上広瀬 - 根岸新道 - 狭山グリーンハイツ
- 狭山25：狭山市駅西口 - 新富士見橋 - 上広瀬 - 根岸新道 - 根岸坂上 - 下川崎 - 上平松 - 中居 - 中山 - 中央通り - 飯能駅北口
- 狭山26（初代）：狭山市駅西口 - 新富士見橋 - 上広瀬 - 根岸新道 - 笹井 - 東飯能駅入口 - 中央通り - 飯能駅北口
- 狭山26（2代）：狭山市駅西口 - 新富士見橋 - 上広瀬 - 根岸新道 - 笹井 - 東飯能駅東口 - 車庫前 - 飯能駅北口
- 狭山27：狭山市駅西口 - 下諏訪 - さやま地域ケアクリニック - 入間黒須団地 - 入間市駅

何回か狭山営業所と担当を交換している。2019年3月16日に狭山営業所へ移管された。
- 入間市内循環バス「てぃーろーど」
- 日高市内循環バス「せせらぎ号」

日高市が運行していたコミュニティバス。1996年10月1日運行開始。東コース（せせらぎ号イースト）を担当していたが、2007年3月31日をもって廃止された。
専用車両として、西武バスでは初となる日野・リエッセのリフトバス（改造車）が1台導入された。
西武観光バス秩父営業所へ移管
- 倉尾線：小鹿野役場 - 上吉田 - 長沢
- 志賀坂線：小鹿野役場 - 小鹿野車庫 - 納宮 - 坂本
- 上吉田線：皆野駅 - 国神学校 - 上吉田
- 吉田線：皆野駅 - 太田入口 - 上吉田 - 小鹿野役場 - 小鹿野車庫

イーグルバスへ移管
- 飯53（2代）：飯能駅北口 - 中居 - 宮沢湖 - 高麗川団地第一折返場 - 高萩駅
- 飯53-1：飯能駅北口 - 中居 - 宮沢湖 - 高麗川団地第一折返場 - 高萩駅 - ひだか団地
- 高萩01：ひだか団地 - 高萩駅
- 高萩02：ひだか団地 - 高萩駅 - 高麗川団地第一折返場 - 高麗川駅
- 高萩03：ひだか団地 - 高萩駅 - 高麗川団地第一折返場

小平営業所へ移管
- 立70：立川駅南口 - （直通） - 三井アウトレットパーク（立川営業所・小平営業所、立川バス拝島営業所、シティバス立川と共同運行）

2011年11月19日に土・休日のみ運行を開始した。飯能営業所が運行担当から外れた時期は不明。小平営業所と立川営業所で共同運行となっており、2018年3月16日の路線改編で更新された際に小平営業所の路線図にも反映された。現在は西武バスは小平営業所と立川営業所、立川バスは福生営業所の担当となっている。
後にこの系統は季節運行路線となり、長期運休を経て最終的に2023年12月31日に系統廃止された

## 車両
かつては西武バスの他の営業所と同様に、富士重工製車体を架装した日産ディーゼル（現：UDトラックス）製の車両を導入してきた。
1998年に西武バスがいすゞ自動車製の車両を導入再開すると同時に、飯能営業所ではいすゞ・キュービックが導入された。2000年からいすゞ・エルガ、2001年からいすゞ・エルガミオが導入されるようになり、2003年を最後に日産ディーゼル製車両の新製配置は行われなくなった。
しかしその後、新座営業所や滝山営業所、所沢営業所、小平営業所などからノンステップ車が転属してきたため、西日本車体工業製車体を架装した車両も配置されている。